# Cyrtoxipha nola
Cyrtoxipha nola är en insektsart som beskrevs av Walker, T.J. 1969. Cyrtoxipha nola ingår i släktet Cyrtoxipha och familjen syrsor. Inga underarter finns listade i Catalogue of Life.